# Bruslařka obecná
Bruslařka obecná (Gerris lacustris) je hojná vodní ploštice. Někdy se jí nesprávně říká vodoměrka, což je jiný druh vodní ploštice.

## Výskyt
Jejím životním prostorem jsou pomalu tekoucí nebo stojaté vody, ale také kaluže. Vyskytuje se v mírných a subtropických podnebných pásech včetně Evropy a kromě Austrálie.

## Popis
Je až 20 mm velká s tmavým tělem a nohama pokrytýma chloupky. Dospělí jedinci nelétají, ale křídla používají podobně jako cvrček a mají nápadné dlouhé nohy. Přední pár noh je však nápadně kratší než pár střední a zadní. Tělo se dělí na hlavu, hruď a zadeček a je štíhlé a protáhlé. Z hlavičky trčí dvě mohutná tykadla, které používá k zachycení stopy pachu kořisti. Na zadečku se nachází u samiček kladélko a vyústění trávicí soustavy.

## Způsob života
Tento druh se pohybuje (zásluhou brv na povrchu nožních článků) trhavými a velmi rychlými veslovitými pohyby po vodní hladině a přitom velmi úspěšně loví menší hmyz. Na hladině vody se udrží zásluhou povrchového napětí. Setkáváme se s ní od března do října v hojných skupinách. Vyvíjejí se jako všechny ploštice bez stadia kukly. Dospělci přezimují. Dobrá schopnost letu umožňuje široké rozšíření druhu. Nápadně velká kusadla používá k lovu a následnému rozmělňování uloveného hmyzu.

## Potrava
Loví hmyz tak, že bodavě sacím ústrojím vysaje krev a oběť postupně slábne. Hmyz, obvykle mláďata potápníků nebo pavouků, loví při trhavém pohybu.

## Rozmnožování
V létě samečci bruslařek lákají samice svým charakteristickým cvrkotem. Páření probíhá na hladině tím, že samec vyleze na samičku a pomocí svých předních končetin ji pevně uchopí. Potom do ní zasune svůj spermatofor a tím dojde k vnitřnímu oplození. Během pěti dnů vyhledá samička vhodné místo a v něm vytvoří hnízdo, kde klade pomocí kladélka až 100 vajíček. Poté samice nechá vajíčka svému osudu. Za dva až tři týdny pomocí svých kusadel mladí jedinci prokousají vajíčko a začnou objevovat svět. Obvykle 30 jedinců se dostane do svého životního prostředí, protože většina zabloudí a stanou se kořistí jiného hmyzu.

## Zajímavosti
Bruslařky se poslední dobou stávají důležitými bioindikátory znečištění životního prostředí, takže pokud se zhorší kvalita vody bruslařky z místa vymizí, protože i sebemenší množství chemikálií dokáže celou kolonii zničit.